# Okręgowe rozgrywki w piłce nożnej woj. białostockiego (1961/1962)
28. Edycja okręgowych rozgrywek w piłce nożnej województwa białostockiego

Okręgowe rozgrywki w piłce nożnej województwa białostockiego prowadzone są przez Białostocki Okręgowy Związek Piłki Nożnej, rozgrywane są w czterech ligach, najwyższym poziomem jest klasa okręgowa, klasa A, klasa B (4 grupy) oraz klasa C (tylko dla zespołów LZS - brak danych dotyczących ilości grup). 

Mistrzostwo Okręgu zdobyła drużyna Mazura Ełk. 

Okręgowy Puchar Polski zdobył Mazur Ełk.
Drużyny z województwa białostockiego występujące w centralnych i makroregionalnych poziomach rozgrywkowych:
- I Liga - brak
- II Liga - brak

| Rozgrywki | Poziomy rozgrywkowe w sezonie 1961/62 | Poziomy rozgrywkowe w sezonie 1961/62     | Poziomy rozgrywkowe w sezonie 1961/62     | Poziomy rozgrywkowe w sezonie 1961/62     | Poziomy rozgrywkowe w sezonie 1961/62     | Poziomy rozgrywkowe w sezonie 1961/62     | Poziomy rozgrywkowe w sezonie 1961/62     | Poziomy rozgrywkowe w sezonie 1961/62     | Poziomy rozgrywkowe w sezonie 1961/62     | Poziomy rozgrywkowe w sezonie 1961/62     | Poziomy rozgrywkowe w sezonie 1961/62     | Poziomy rozgrywkowe w sezonie 1961/62     | Poziomy rozgrywkowe w sezonie 1961/62     | Poziomy rozgrywkowe w sezonie 1961/62     | Poziomy rozgrywkowe w sezonie 1961/62     | Poziomy rozgrywkowe w sezonie 1961/62     | Poziomy rozgrywkowe w sezonie 1961/62     | Poziomy rozgrywkowe w sezonie 1961/62     | Poziomy rozgrywkowe w sezonie 1961/62     | Poziomy rozgrywkowe w sezonie 1961/62     | Poziomy rozgrywkowe w sezonie 1961/62     | Poziomy rozgrywkowe w sezonie 1961/62     | Poziomy rozgrywkowe w sezonie 1961/62     | Poziomy rozgrywkowe w sezonie 1961/62     | Poziomy rozgrywkowe w sezonie 1961/62     | Poziomy rozgrywkowe w sezonie 1961/62     | Poziomy rozgrywkowe w sezonie 1961/62     | Poziomy rozgrywkowe w sezonie 1961/62     | Poziomy rozgrywkowe w sezonie 1961/62     | Poziomy rozgrywkowe w sezonie 1961/62     | Poziomy rozgrywkowe w sezonie 1961/62     | Poziomy rozgrywkowe w sezonie 1961/62     | Poziomy rozgrywkowe w sezonie 1961/62     | Poziomy rozgrywkowe w sezonie 1961/62     | Poziomy rozgrywkowe w sezonie 1961/62     | Poziomy rozgrywkowe w sezonie 1961/62     | Poziomy rozgrywkowe w sezonie 1961/62     | Poziomy rozgrywkowe w sezonie 1961/62     | Poziomy rozgrywkowe w sezonie 1961/62     | Poziomy rozgrywkowe w sezonie 1961/62     | Poziomy rozgrywkowe w sezonie 1961/62     | Poziomy rozgrywkowe w sezonie 1961/62     | Poziomy rozgrywkowe w sezonie 1961/62     | Poziomy rozgrywkowe w sezonie 1961/62     | Poziomy rozgrywkowe w sezonie 1961/62     | Poziomy rozgrywkowe w sezonie 1961/62     | Poziomy rozgrywkowe w sezonie 1961/62     | Poziomy rozgrywkowe w sezonie 1961/62     | Poziomy rozgrywkowe w sezonie 1961/62     | Poziomy rozgrywkowe w sezonie 1961/62     | Poziomy rozgrywkowe w sezonie 1961/62     | Poziomy rozgrywkowe w sezonie 1961/62     | Poziomy rozgrywkowe w sezonie 1961/62     | Poziomy rozgrywkowe w sezonie 1961/62     | Poziomy rozgrywkowe w sezonie 1961/62     | Poziomy rozgrywkowe w sezonie 1961/62     | Poziomy rozgrywkowe w sezonie 1961/62     | Poziomy rozgrywkowe w sezonie 1961/62     | Poziomy rozgrywkowe w sezonie 1961/62     | Poziomy rozgrywkowe w sezonie 1961/62     | Poziomy rozgrywkowe w sezonie 1961/62     |
| --------- | ------------------------------------- | ----------------------------------------- | ----------------------------------------- | ----------------------------------------- | ----------------------------------------- | ----------------------------------------- | ----------------------------------------- | ----------------------------------------- | ----------------------------------------- | ----------------------------------------- | ----------------------------------------- | ----------------------------------------- | ----------------------------------------- | ----------------------------------------- | ----------------------------------------- | ----------------------------------------- | ----------------------------------------- | ----------------------------------------- | ----------------------------------------- | ----------------------------------------- | ----------------------------------------- | ----------------------------------------- | ----------------------------------------- | ----------------------------------------- | ----------------------------------------- | ----------------------------------------- | ----------------------------------------- | ----------------------------------------- | ----------------------------------------- | ----------------------------------------- | ----------------------------------------- | ----------------------------------------- | ----------------------------------------- | ----------------------------------------- | ----------------------------------------- | ----------------------------------------- | ----------------------------------------- | ----------------------------------------- | ----------------------------------------- | ----------------------------------------- | ----------------------------------------- | ----------------------------------------- | ----------------------------------------- | ----------------------------------------- | ----------------------------------------- | ----------------------------------------- | ----------------------------------------- | ----------------------------------------- | ----------------------------------------- | ----------------------------------------- | ----------------------------------------- | ----------------------------------------- | ----------------------------------------- | ----------------------------------------- | ----------------------------------------- | ----------------------------------------- | ----------------------------------------- | ----------------------------------------- | ----------------------------------------- | ----------------------------------------- | ----------------------------------------- |
| Centralne | I poziom ligowy                       | I Liga                                    | I Liga                                    | I Liga                                    | I Liga                                    | I Liga                                    | I Liga                                    | I Liga                                    | I Liga                                    | I Liga                                    | I Liga                                    | I Liga                                    | I Liga                                    | I Liga                                    | I Liga                                    | I Liga                                    | I Liga                                    | I Liga                                    | I Liga                                    | I Liga                                    | I Liga                                    | I Liga                                    | I Liga                                    | I Liga                                    | I Liga                                    | I Liga                                    | I Liga                                    | I Liga                                    | I Liga                                    | I Liga                                    | I Liga                                    | I Liga                                    | I Liga                                    | I Liga                                    | I Liga                                    | I Liga                                    | I Liga                                    | I Liga                                    | I Liga                                    | I Liga                                    | I Liga                                    | I Liga                                    | I Liga                                    | I Liga                                    | I Liga                                    | I Liga                                    | I Liga                                    | I Liga                                    | I Liga                                    | I Liga                                    | I Liga                                    | I Liga                                    | I Liga                                    | I Liga                                    | I Liga                                    | I Liga                                    | I Liga                                    | I Liga                                    | I Liga                                    | I Liga                                    | I Liga                                    |
| Centralne | II poziom ligowy                      | II Liga                                   | II Liga                                   | II Liga                                   | II Liga                                   | II Liga                                   | II Liga                                   | II Liga                                   | II Liga                                   | II Liga                                   | II Liga                                   | II Liga                                   | II Liga                                   | II Liga                                   | II Liga                                   | II Liga                                   | II Liga                                   | II Liga                                   | II Liga                                   | II Liga                                   | II Liga                                   | II Liga                                   | II Liga                                   | II Liga                                   | II Liga                                   | II Liga                                   | II Liga                                   | II Liga                                   | II Liga                                   | II Liga                                   | II Liga                                   | II Liga                                   | II Liga                                   | II Liga                                   | II Liga                                   | II Liga                                   | II Liga                                   | II Liga                                   | II Liga                                   | II Liga                                   | II Liga                                   | II Liga                                   | II Liga                                   | II Liga                                   | II Liga                                   | II Liga                                   | II Liga                                   | II Liga                                   | II Liga                                   | II Liga                                   | II Liga                                   | II Liga                                   | II Liga                                   | II Liga                                   | II Liga                                   | II Liga                                   | II Liga                                   | II Liga                                   | II Liga                                   | II Liga                                   | II Liga                                   |
| Okręgowe  | III poziom ligowy                     | Klasa Okręgowa                            | Klasa Okręgowa                            | Klasa Okręgowa                            | Klasa Okręgowa                            | Klasa Okręgowa                            | Klasa Okręgowa                            | Klasa Okręgowa                            | Klasa Okręgowa                            | Klasa Okręgowa                            | Klasa Okręgowa                            | Klasa Okręgowa                            | Klasa Okręgowa                            | Klasa Okręgowa                            | Klasa Okręgowa                            | Klasa Okręgowa                            | Klasa Okręgowa                            | Klasa Okręgowa                            | Klasa Okręgowa                            | Klasa Okręgowa                            | Klasa Okręgowa                            | Klasa Okręgowa                            | Klasa Okręgowa                            | Klasa Okręgowa                            | Klasa Okręgowa                            | Klasa Okręgowa                            | Klasa Okręgowa                            | Klasa Okręgowa                            | Klasa Okręgowa                            | Klasa Okręgowa                            | Klasa Okręgowa                            | Klasa Okręgowa                            | Klasa Okręgowa                            | Klasa Okręgowa                            | Klasa Okręgowa                            | Klasa Okręgowa                            | Klasa Okręgowa                            | Klasa Okręgowa                            | Klasa Okręgowa                            | Klasa Okręgowa                            | Klasa Okręgowa                            | Klasa Okręgowa                            | Klasa Okręgowa                            | Klasa Okręgowa                            | Klasa Okręgowa                            | Klasa Okręgowa                            | Klasa Okręgowa                            | Klasa Okręgowa                            | Klasa Okręgowa                            | Klasa Okręgowa                            | Klasa Okręgowa                            | Klasa Okręgowa                            | Klasa Okręgowa                            | Klasa Okręgowa                            | Klasa Okręgowa                            | Klasa Okręgowa                            | Klasa Okręgowa                            | Klasa Okręgowa                            | Klasa Okręgowa                            | Klasa Okręgowa                            | Klasa Okręgowa                            |
| Okręgowe  | IV poziom ligowy                      | Klasa A                                   | Klasa A                                   | Klasa A                                   | Klasa A                                   | Klasa A                                   | Klasa A                                   | Klasa A                                   | Klasa A                                   | Klasa A                                   | Klasa A                                   | Klasa A                                   | Klasa A                                   | Klasa A                                   | Klasa A                                   | Klasa A                                   | Klasa A                                   | Klasa A                                   | Klasa A                                   | Klasa A                                   | Klasa A                                   | Klasa A                                   | Klasa A                                   | Klasa A                                   | Klasa A                                   | Klasa A                                   | Klasa A                                   | Klasa A                                   | Klasa A                                   | Klasa A                                   | Klasa A                                   | Klasa A                                   | Klasa A                                   | Klasa A                                   | Klasa A                                   | Klasa A                                   | Klasa A                                   | Klasa A                                   | Klasa A                                   | Klasa A                                   | Klasa A                                   | Klasa A                                   | Klasa A                                   | Klasa A                                   | Klasa A                                   | Klasa A                                   | Klasa A                                   | Klasa A                                   | Klasa A                                   | Klasa A                                   | Klasa A                                   | Klasa A                                   | Klasa A                                   | Klasa A                                   | Klasa A                                   | Klasa A                                   | Klasa A                                   | Klasa A                                   | Klasa A                                   | Klasa A                                   | Klasa A                                   |
| Okręgowe  | V poziom ligowy                       | Klasa B - gr.I                            | Klasa B - gr.I                            | Klasa B - gr.I                            | Klasa B - gr.I                            | Klasa B - gr.I                            | Klasa B - gr.I                            | Klasa B - gr.I                            | Klasa B - gr.I                            | Klasa B - gr.I                            | Klasa B - gr.I                            | Klasa B - gr.I                            | Klasa B - gr.I                            | Klasa B - gr.I                            | Klasa B - gr.I                            | Klasa B - gr.I                            | Klasa B - gr.II                           | Klasa B - gr.II                           | Klasa B - gr.II                           | Klasa B - gr.II                           | Klasa B - gr.II                           | Klasa B - gr.II                           | Klasa B - gr.II                           | Klasa B - gr.II                           | Klasa B - gr.II                           | Klasa B - gr.II                           | Klasa B - gr.II                           | Klasa B - gr.II                           | Klasa B - gr.II                           | Klasa B - gr.II                           | Klasa B - gr.II                           | Klasa B - gr.III                          | Klasa B - gr.III                          | Klasa B - gr.III                          | Klasa B - gr.III                          | Klasa B - gr.III                          | Klasa B - gr.III                          | Klasa B - gr.III                          | Klasa B - gr.III                          | Klasa B - gr.III                          | Klasa B - gr.III                          | Klasa B - gr.III                          | Klasa B - gr.III                          | Klasa B - gr.III                          | Klasa B - gr.III                          | Klasa B - gr.III                          | Klasa B - gr.IV                           | Klasa B - gr.IV                           | Klasa B - gr.IV                           | Klasa B - gr.IV                           | Klasa B - gr.IV                           | Klasa B - gr.IV                           | Klasa B - gr.IV                           | Klasa B - gr.IV                           | Klasa B - gr.IV                           | Klasa B - gr.IV                           | Klasa B - gr.IV                           | Klasa B - gr.IV                           | Klasa B - gr.IV                           | Klasa B - gr.IV                           | Klasa B - gr.IV                           |
| Okręgowe  | VI poziom ligowy                      | Klasa C - (brak danych co do ilości grup) | Klasa C - (brak danych co do ilości grup) | Klasa C - (brak danych co do ilości grup) | Klasa C - (brak danych co do ilości grup) | Klasa C - (brak danych co do ilości grup) | Klasa C - (brak danych co do ilości grup) | Klasa C - (brak danych co do ilości grup) | Klasa C - (brak danych co do ilości grup) | Klasa C - (brak danych co do ilości grup) | Klasa C - (brak danych co do ilości grup) | Klasa C - (brak danych co do ilości grup) | Klasa C - (brak danych co do ilości grup) | Klasa C - (brak danych co do ilości grup) | Klasa C - (brak danych co do ilości grup) | Klasa C - (brak danych co do ilości grup) | Klasa C - (brak danych co do ilości grup) | Klasa C - (brak danych co do ilości grup) | Klasa C - (brak danych co do ilości grup) | Klasa C - (brak danych co do ilości grup) | Klasa C - (brak danych co do ilości grup) | Klasa C - (brak danych co do ilości grup) | Klasa C - (brak danych co do ilości grup) | Klasa C - (brak danych co do ilości grup) | Klasa C - (brak danych co do ilości grup) | Klasa C - (brak danych co do ilości grup) | Klasa C - (brak danych co do ilości grup) | Klasa C - (brak danych co do ilości grup) | Klasa C - (brak danych co do ilości grup) | Klasa C - (brak danych co do ilości grup) | Klasa C - (brak danych co do ilości grup) | Klasa C - (brak danych co do ilości grup) | Klasa C - (brak danych co do ilości grup) | Klasa C - (brak danych co do ilości grup) | Klasa C - (brak danych co do ilości grup) | Klasa C - (brak danych co do ilości grup) | Klasa C - (brak danych co do ilości grup) | Klasa C - (brak danych co do ilości grup) | Klasa C - (brak danych co do ilości grup) | Klasa C - (brak danych co do ilości grup) | Klasa C - (brak danych co do ilości grup) | Klasa C - (brak danych co do ilości grup) | Klasa C - (brak danych co do ilości grup) | Klasa C - (brak danych co do ilości grup) | Klasa C - (brak danych co do ilości grup) | Klasa C - (brak danych co do ilości grup) | Klasa C - (brak danych co do ilości grup) | Klasa C - (brak danych co do ilości grup) | Klasa C - (brak danych co do ilości grup) | Klasa C - (brak danych co do ilości grup) | Klasa C - (brak danych co do ilości grup) | Klasa C - (brak danych co do ilości grup) | Klasa C - (brak danych co do ilości grup) | Klasa C - (brak danych co do ilości grup) | Klasa C - (brak danych co do ilości grup) | Klasa C - (brak danych co do ilości grup) | Klasa C - (brak danych co do ilości grup) | Klasa C - (brak danych co do ilości grup) | Klasa C - (brak danych co do ilości grup) | Klasa C - (brak danych co do ilości grup) | Klasa C - (brak danych co do ilości grup) |

## Klasa Okręgowa - III poziom rozgrywkowy
| Poz. | Drużyna                 | M  | Z  | R | P  | Bramki | Punkty |
| ---- | ----------------------- | -- | -- | - | -- | ------ | ------ |
| 1    | Mazur Ełk               | 18 | 16 | 2 | 0  | 81-15  | 34     |
| 2    | Gwardia Białystok       | 18 | 12 | 4 | 2  | 45-14  | 28     |
| 3    | ZKS Zambrów             | 18 | 9  | 4 | 5  | 40-36  | 22     |
| 4    | ŁKS Łomża (b)           | 18 | 9  | 1 | 8  | 55-53  | 19     |
| 5    | Wigry Suwałki           | 18 | 6  | 4 | 8  | 42-41  | 16     |
| 6    | Włókniarz Białystok (b) | 18 | 7  | 2 | 9  | 41-45  | 16     |
| 7    | Pogoń Łapy              | 18 | 7  | 1 | 10 | 32-41  | 15     |
| 8    | Tur Bielsk Podlaski     | 18 | 5  | 1 | 12 | 24-44  | 11     |
| 9    | Warmia Grajewo          | 18 | 5  | 1 | 12 | 25-63  | 11     |
| 10   | Puszcza Hajnówka        | 18 | 3  | 2 | 13 | 20-53  | 8      |

Eliminacje do II Ligi
| Poz. | Drużyna          | M | Z | R | P | Bramki | Punkty |
| ---- | ---------------- | - | - | - | - | ------ | ------ |
| 1    | Start Łódź       | 8 |   |   |   | 18-2   | 13     |
| 2    | Motor Lublin     | 8 |   |   |   | 19-7   | 11     |
| 3    | Polonia Warszawa | 8 |   |   |   | 23-10  | 10     |
| 4    | Mazur Ełk        | 8 |   |   |   | 11-24  | 4      |
| 5    | Granica Kętrzyn  | 8 |   |   |   | 6-34   | 2      |

## Klasa A - IV poziom rozgrywkowy
| Poz. | Drużyna                   | M  | Z | R | P | Bramki | Punkty | Opis |
| ---- | ------------------------- | -- | - | - | - | ------ | ------ | ---- |
| 1    | Husar Nurzec              | 18 |   |   |   | 81-27  | 31     | Okr. |
| 2    | Skra Czarna Białostocka   | 18 |   |   |   | 48-22  | 26     | Okr. |
| 3    | Sokół Sokółka             | 18 |   |   |   | 49-33  | 23     | el.  |
| 4    | Żubr Białowieża (b)       | 18 |   |   |   | 37-31  | 21     |      |
| 5    | Jagiellonia Białystok (s) | 18 |   |   |   | 35-34  | 18     |      |
| 6    | Gwardia II Białystok      | 18 |   |   |   | 40-32  | 16     |      |
| 7    | Mazur II Ełk              | 18 |   |   |   | 37-42  | 16     |      |
| 8    | Ognisko Białystok (s)     | 18 |   |   |   | 33-50  | 14     |      |
| 9    | LZS Uhowo (b)             | 18 |   |   |   | 23-66  | 9      |      |
| 10   | Wigry II Suwałki          | 18 |   |   |   | 18-64  | 6      |      |

- W związku z powiększeniem klasy A do dwóch grup, nikt nie spadł do klasy B.
- Skra Czarna Wieś > Skra Czarna Białostocka. Zmiana związana z powstaniem miasta.

## Klasa B - V poziom rozgrywkowy
Grupa I
| Poz. | Drużyna                        | M  | Z | R | P | Bramki | Punkty |
| ---- | ------------------------------ | -- | - | - | - | ------ | ------ |
| 1    | LZS Suchowla                   | 16 |   |   |   | 50-28  | 25     |
| 2    | Tur Turośń Kościelna           | 16 |   |   |   | 49-29  | 23     |
| 3    | Promień Mońki (b)              | 16 |   |   |   | 42-31  | 18     |
| 4    | Skra II Czarna Białostocka (b) | 16 |   |   |   | 51-40  | 17     |
| 5    | Gryf Choroszcz                 | 16 |   |   |   | 51-43  | 16     |
| 6    | Skrzydlaci Osowiec (b)         | 16 |   |   |   | 47-48  | 15     |
| 7    | LZS Waliły (b)                 | 16 |   |   |   | 27-45  | 12     |
| 8    | Ognisko II Białystok           | 16 |   |   |   | 24-44  | 9      |
| 9    | Jasion Jasionówka              | 16 |   |   |   | 28-57  | 9      |
| 10   | Supraślanka Supraśl            |    |   |   |   |        |        |
| 11   | Cresovia Białystok             |    |   |   |   |        |        |

- Zmiana nazwy Skra Czarna Wieś > Skra Czarna Białostocka (powstanie miasta)
- Supraślanka wycofała się po 3 kolejce, wyniki anulowano. W następnym sezonie ponownie wystąpi w klasie B.
- Cresovia wycofała się po I rundzie, wyniki anulowano.
- Skrzydlaci Osowiec wycofały się z rozgrywek po sezonie.

Grupa II
| Poz. | Drużyna              | M  | Z | R | P | Bramki | Punkty |
| ---- | -------------------- | -- | - | - | - | ------ | ------ |
| 1    | Husar II Nurzec      | 10 |   |   |   | 52-10  | 18     |
| 2    | Puszcza II Hajnówka  | 10 |   |   |   | 29-24  | 14     |
| 3    | Cresovia Siemiatycze | 10 |   |   |   | 34-23  | 10     |
| 4    | Orzeł Kleszczele (b) | 10 |   |   |   | 18-28  | 8      |
| 5    | Żubr Drohiczyn       | 10 |   |   |   | 19-42  | 6      |
| 6    | LZS Studziwody       | 10 |   |   |   | 1-32   | 0      |

- LZS Studziwody prawdopodobnie po sezonie został przesunięty do klasy C-LZS.

Grupa III
| Poz. | Drużyna            | M  | Z | R | P | Bramki | Punkty |
| ---- | ------------------ | -- | - | - | - | ------ | ------ |
| 1    | Orzeł Kolno        | 12 |   |   |   | 44-11  | 22     |
| 2    | ŁKS Start II Łomża | 12 |   |   |   | 36-18  | 16     |
| 3    | LZS Szepietowo (b) | 12 |   |   |   | 40-32  | 14     |
| 4    | Pogoń II Łapy      | 12 |   |   |   | 32-34  | 12     |
| 5    | LZS POM Smolniki   | 12 |   |   |   | 20-29  | 10     |
| 6    | ZKS II Zambrów     | 12 |   |   |   | 29-35  | 9      |
| 7    | LZS Piątnica       |    |   |   |   |        |        |

- Zmiana nazwy LZS na LZS POM Smolniki.
- LZS Piątnica wycofały się po I rundzie, w drugiej przyznawano walkowery.

Grupa IV
| Poz. | Drużyna              | M  | Z | R | P | Bramki | Punkty |
| ---- | -------------------- | -- | - | - | - | ------ | ------ |
| 1    | Cresovia Gołdap      | 14 |   |   |   | 108-20 | 26     |
| 2    | Czarni Olecko        | 14 |   |   |   | 63-14  | 23     |
| 3    | Wissa Szczuczyn      | 14 |   |   |   | 54-23  | 17     |
| 4    | Pomorzan Prostki (s) | 14 |   |   |   | 27-37  | 16     |
| 5    | LZS Nowa Wieś (b)    | 14 |   |   |   | 30-60  | 12     |
| 6    | LZS Raczki           | 14 |   |   |   | 15-80  | 9      |
| 7    | Warmia II Grajewo    | 14 |   |   |   | 15-50  | 7      |
| 8    | Znicz Szyba          | 14 |   |   |   | 11-49  | 4      |
| 9    | LZS Sejny            |    |   |   |   |        |        |

- LZS Sejny wycofały się z rozgrywek po I rundzie.

## Klasa C (LZS, zwana także klasą W) - VI poziom rozgrywkowy
- Brak danych co do ilości grup.
- Klasa zamknięta, tylko dla zespołów LZS.
- Znane są drużyny występujące w klasie C-LZS w grupie sokólskiej: LZS Pogranicze Kuźnica, LZS Krynki, LZS Bogusze, LZS Janowszczyzna.

## Puchar Polski - rozgrywki okręgowe
- Mazur Ełk : Husar Nurzec 3:1